# Herb gminy Stary Dzików
Herb gminy Stary Dzików – symbol gminy Stary Dzików, ustanowiony 21 czerwca 2006.

## Wygląd i symbolika
Herb przedstawia na tarczy w polu zielonym brunatnego dzika biegnącego w prawo, a nad nim złotą gałązkę z pięcioma liśćmi i trzema żołędziami. Dzik nawiązuje do nazwy gminy, a gałąź do lasów gminy, obfitujących w dęby.